# Mojkovac
Mojkovac (montenegrinisch-kyrillisch Мојковац) ist eine Kleinstadt im Norden Montenegros. Sie hat knapp 3600 Einwohner und liegt am mittleren Lauf der Tara, etwa 65 km nördlich von Podgorica. Mojkovac ist der Hauptort der gleichnamigen Gemeinde mit über 8600 Einwohnern und einer Fläche von 367 km².
Die Stadt ist das touristische Zentrum des Nationalparks Biogradska Gora.
Durch Mojkovac fließt der Fluss Tara, dessen Schlucht einen der längsten und tiefsten Canyons Europas bildet. Die Schlucht gehört neben der Colorado-Schlucht in den USA, dem Colca-Tal in Peru, der Barranca del Cobre in Mexiko und einigen Schluchten Asiens zu den größten der Welt.
Zur Gemeinde Mojkovac gehören, abgesehen vom Hauptort, folgende 14 Dörfer: Lepenac, Žari, Podbišće, Polja, Bistrica, Bjelojevići, Bojna Njiva, Brskovo, Gojakovići, Dobrilovina, Prošćenje, Stevanovac, Uroševina und Štitarica.

## Geschichte

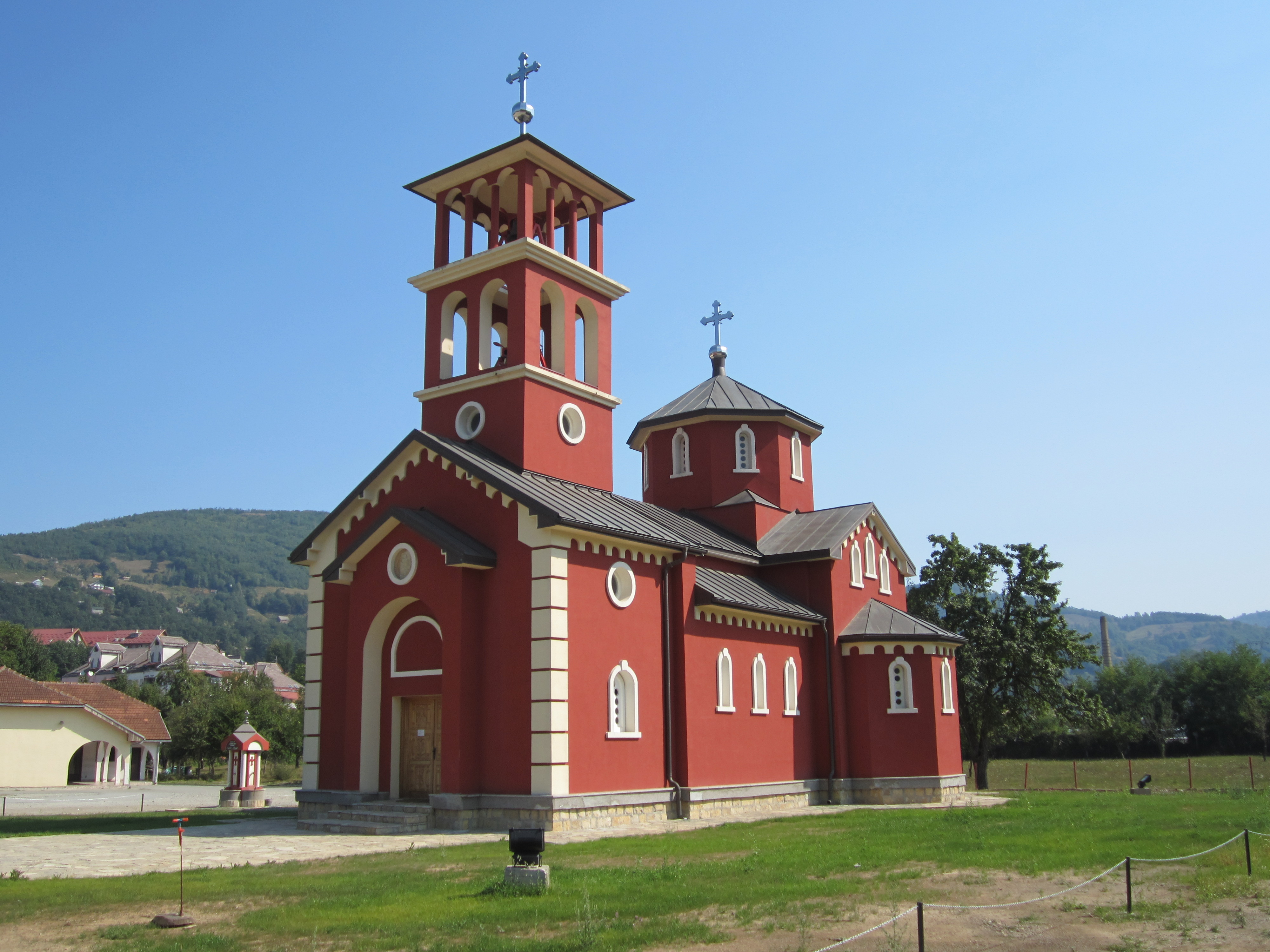
Serbisch-orthodoxe Christi-Geburt-Kirche im Stadtzentrum

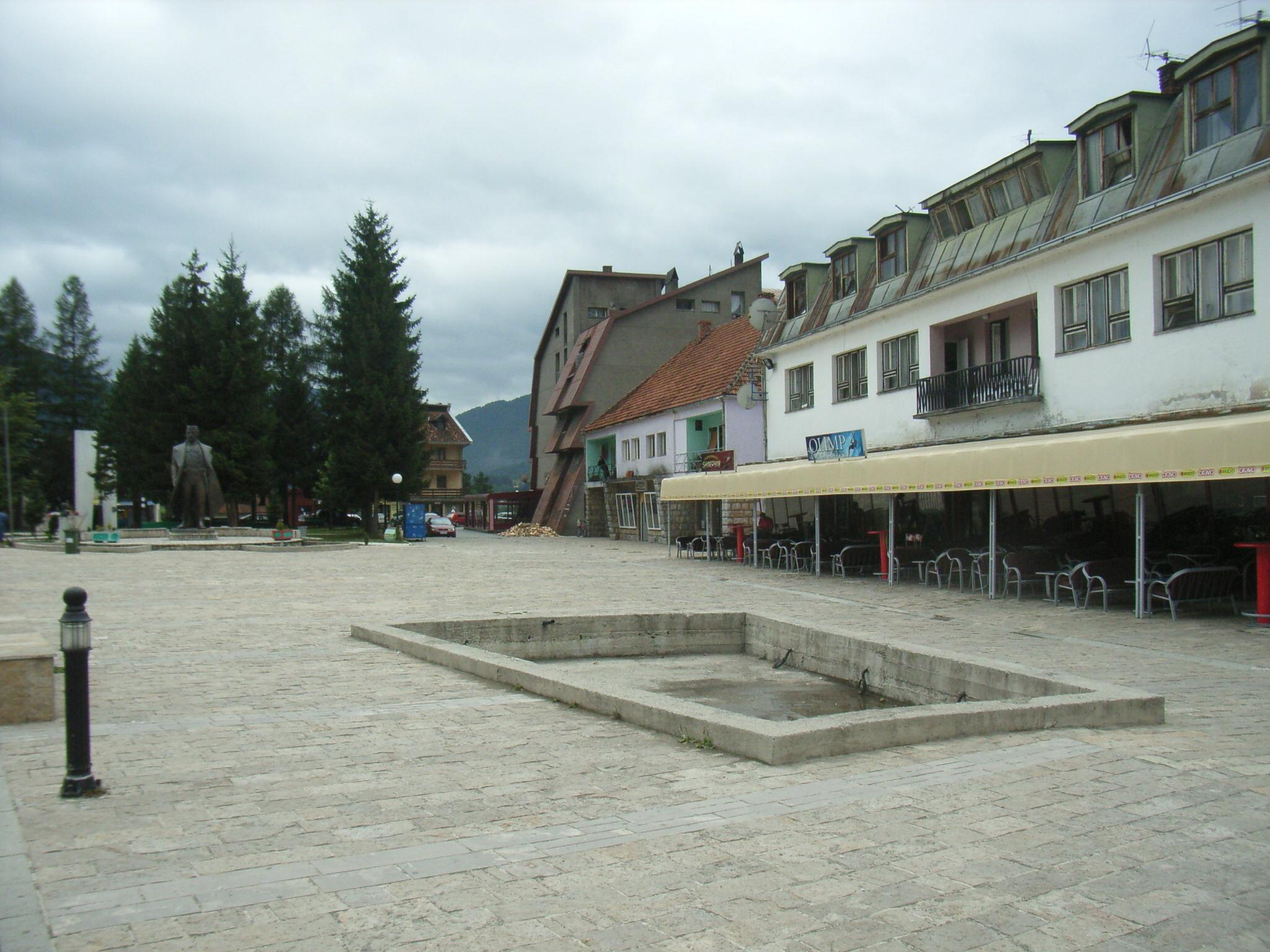
Stadtzentrum von Mojkovac mit Denkmal für Janko Vukotić

Mojkovac war 1916 Schauplatz der Schlacht von Mojkovac zwischen den Truppen Österreich-Ungarns und Montenegros unter Führung von Serdar Janko Vukotić, an den eine Statue auf dem Marktplatz der Stadt erinnert.
Die heutige Gemeinde Mojkovac wurde im Jahr 1955 im Rahmen einer Neustrukturierung der Gemeinden aus den früheren Gemeinden Polja und Mojkovac gebildet.

### Namensgebung
Der Name Mojkovac ist zusammengesetzt aus den serbischen Wörtern moj, kovani und novac. Ins Deutsche übersetzt bedeutet dies ‚Mein geschmiedeter Taler‘, in Anlehnung an das 12. Jahrhundert, als im heutigen Stadtteil Brskovo Silbermünzen geschmiedet wurden.

## Bevölkerung
Zur Volkszählung von 2011 hatte die Stadt Mojkovac 3590 Einwohner. Es deklarierten sich 2094 (58,33 %) als Montenegriner und 1246 (34,71 %) als Serben.
Die Gemeinde Mojkovac zählte demnach 8622 Einwohner, von denen sich 5097 (59,12 %) als Montenegriner und 3058 (35,47 %) als Serben bezeichneten. Daneben leben in der Gemeinde noch weitere kleinere Bevölkerungsgruppen.
| Jahr      | 1948 | 1953  | 1961  | 1971  | 1981  | 1991  | 2003  | 2011  |
| --------- | ---- | ----- | ----- | ----- | ----- | ----- | ----- | ----- |
| Einwohner | 452  | 1.110 | 1.920 | 2.670 | 3.899 | 4.429 | 4.120 | 3.590 |

## Verkehr
Mojkovac ist ein Knotenpunkt im Straßennetz des nördlichen Montenegros. Mit der Hauptstadt Podgorica ist es durch die E 65/E 80 verbunden, die über Kolašin und durch das Tal der Morača führt (84 km). Eine Regionalstraße führt durch die Schlucht der Tara nach Žabljak (73 km) und Pljevlja (81 km). Mojkovac ist eine Haltestation an der Bahnstrecke Belgrad–Bar.

## Sport
Mojkovac hat einen örtlichen Handballverein, den RK Brskovo Mojkovac, der in der ersten montenegrinischen Liga spielt.
Der FK Brskovo Mojkovac spielt in der dritten montenegrinischen Liga Nord.

## Persönlichkeiten
- Duško Marković (* 1958), Politiker; von 2016 bis 2020 Premierminister der Republik Montenegro
- Miodrag Božović (* 1968), Fußballspieler und -trainer
- Nebojša Bogavac (* 1973), Basketballspieler
- Darko Stanić (* 1978), Handballspieler
- Dragan Bogavac (* 1980), Fußballspieler, aufgewachsen in Mojkovac
- Stefan Savić (* 1991), Fußballspieler
- Danijel Furtula (* 1992), Leichtathlet
- Marija Bogavac (* 1996), Speerwerferin
- Vesna Kljajević (* 2005), Kugelstoßerin